# Segunda circular
A Segunda Circular (2ª Circular) é uma estrada urbana de Lisboa, que liga a parte oriental da cidade à parte ocidental. É uma das vias portuguesas com maior densidade de tráfego em hora de ponta. A sua gestão está a cargo da Câmara Municipal de Lisboa.
A 2ª Circular constitui um eixo formado pelo enfiamento de três avenidas :
- Avenida Eusébio da Silva Ferreira (criada, em 2015, a partir do encurtamento da Avenida General Norton de Matos), entre o início do IC19, em Benfica, e o acesso da Estrada da Luz[1];
- Avenida General Norton de Matos (até 1974, Avenida Marechal Carmona), entre o acesso da Estrada da Luz e o Viaduto do Campo Grande;

- Avenida Marechal Craveiro Lopes, entre o Viaduto do Campo Grande e o acesso da Avenida Dr. Alfredo Bensaúde à A1, junto ao Prior Velho e Sacavém

Para além dos pontos já referidos, a 2ª Circular canaliza o trânsito para o acesso da Avenida Dr. Alfredo Bensaúde à A1 (perto do Aeroporto da Portela mas na zona da Quinta do Figo Maduro no Prior Velho), Rotunda do Relógio (Aeroporto da Portela), Alvalade, Campo Grande, Lumiar e Eixo Norte-Sul.
A 1ª Circular incluiria a parte que é hoje o troço da CRIL/IC17 entre Algés e Benfica e a atual Avenida Dr. Alfredo Bensaúde, que liga o Bairro da Encarnação a Moscavide parte da quase desaparecida Estrada da Circunvalação. Desta, ainda permanencem os troços:  
- adjacente ao parque de Campismo de Lisboa, próximo do Monte da Cabreira em Alfragide
- fim da Avenida Dr. Alfredo Bensaúde (na intersecção com a Av. Salgueiro Maia do Prior Velho / Av.Cidade do Porto)

No seu traçado original, a 2ª Circular incluía a Avenida Marechal Carmona (nome da actual Avenida General Norton de Matos até 1974), a Avenida Marechal Craveiro Lopes até à Rotunda do Aeroporto (actual Rotunda do Relógio) e a Avenida Marechal Gomes da Costa (que se localiza desde a actual Rotunda do Relógio até á zona do Parque das Nações Sul junto á Matinha / Baptista Russo), sendo por isso informalmente conhecida por “Avenida dos Três Marechais”.
Como via principal de atravessamento da cidade, a 2ª circular tem um perfil transversal de 2×3 vias (com reforço adicional em alguns pontos críticos), vias de aceleração e desaceleração nos acessos, cruzamentos desnivelados, separador central (metálico e em betão, tipo barreira New Jersey), velocidade máxima de 80 km/h e sistemas de vídeo-vigilância e informação aos automobilistas.

## Projetos futuros

### Projeto de 2016
Em janeiro de 2016, foi anunciado que a Câmara Municipal de Lisboa pretendia transformar a 2.ª Circular a partir de 2017. A velocidade máxima seria reduzida de 80 km/h para 60 km/h, e a via teria um separador central arborizado. A Câmara queria transformá-la numa avenida urbana, com o objectivo de aumentar a segurança, a fluidez e a qualidade ambiental.
O separador central teria 3,5 metros de largura e seria arborizado, excepto sob os viadutos. Deste modo, cada via da 2.ª Circular seria reduzida e teria 3,25 metros de largura. A via da direita teria uma cor diferente e que seria dedicada a movimentos de entrada e saída.
Em setembro de 2016, pouco antes das eleições autárquicas, foi anunciado que afinal as obras vão limitar-se a uma intervenção de emergência, na sinalização e em áreas críticas do pavimento. A grande requalificação anunciada pela Câmara de Lisboa, que ia transformar a via numa avenida arborizada, fica suspensa por tempo indeterminado - as obras que estão em curso vão parar, e a segunda fase, que implicava a intervenção num troço de dez quilómetros, entre o nó da Buraca e o aeroporto, nem chegaram a arrancar.
A Câmara de Lisboa justificou com um conflito de interesses no concurso público que estava a decorrer, pelo facto de o autor do projeto de pavimentos ser também fabricante e comercializador de um dos componentes utilizados.

### Projeto de 2019
Toda a Segunda Circular será alvo de uma repavimentação e toda a sinalização será pintada, num investimento superior a quatro milhões de euros.
Estes cinco anos para arrancar com as obras devem-se ao facto de a CML querer criar na Segunda Circular um corredor rápido para transportes públicos, desde a A5, mas não conseguir chegar a um acordo com a Brisa.